# Johann Vitez

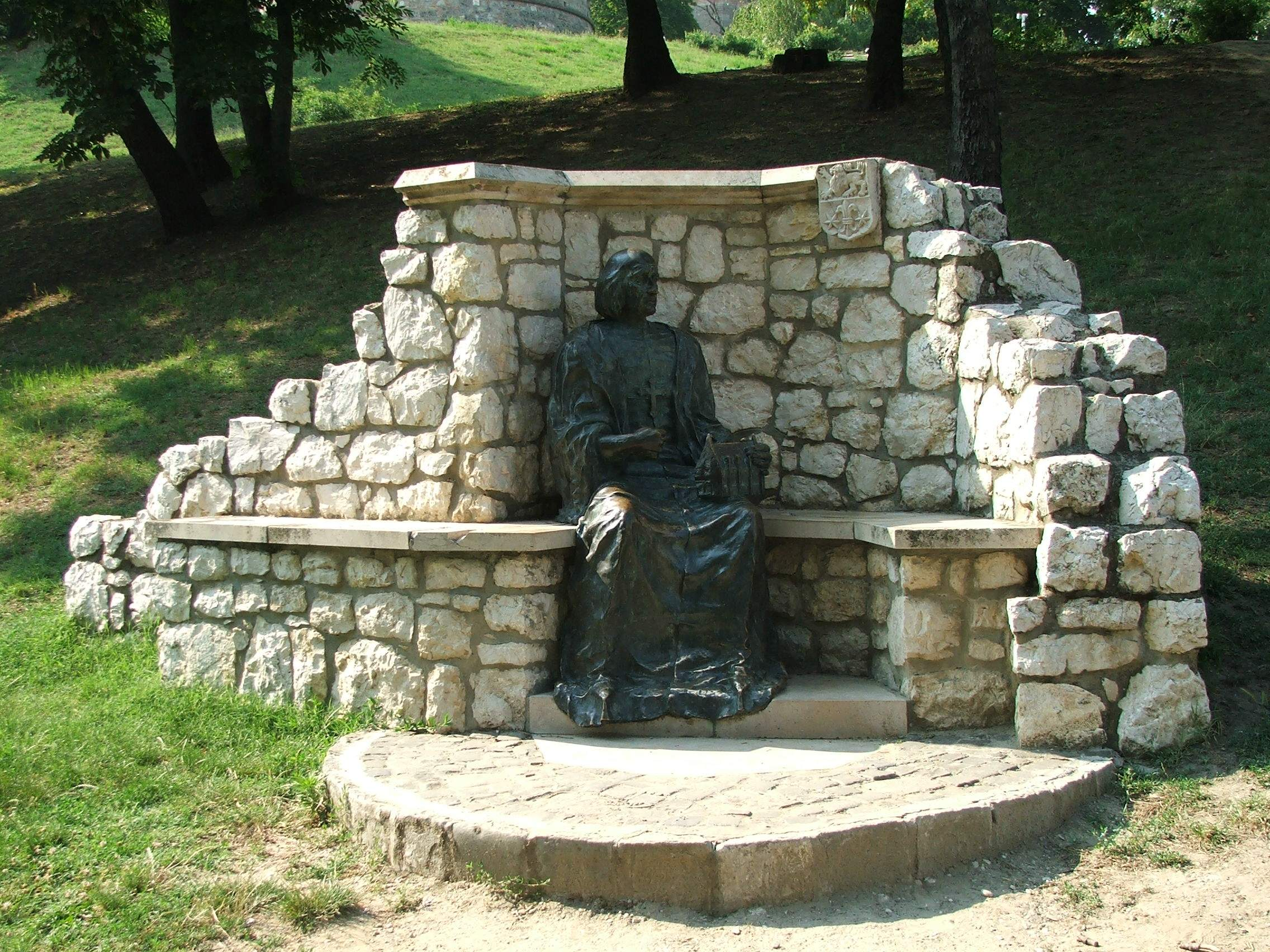
Statue von Johann Vitez in Esztergom

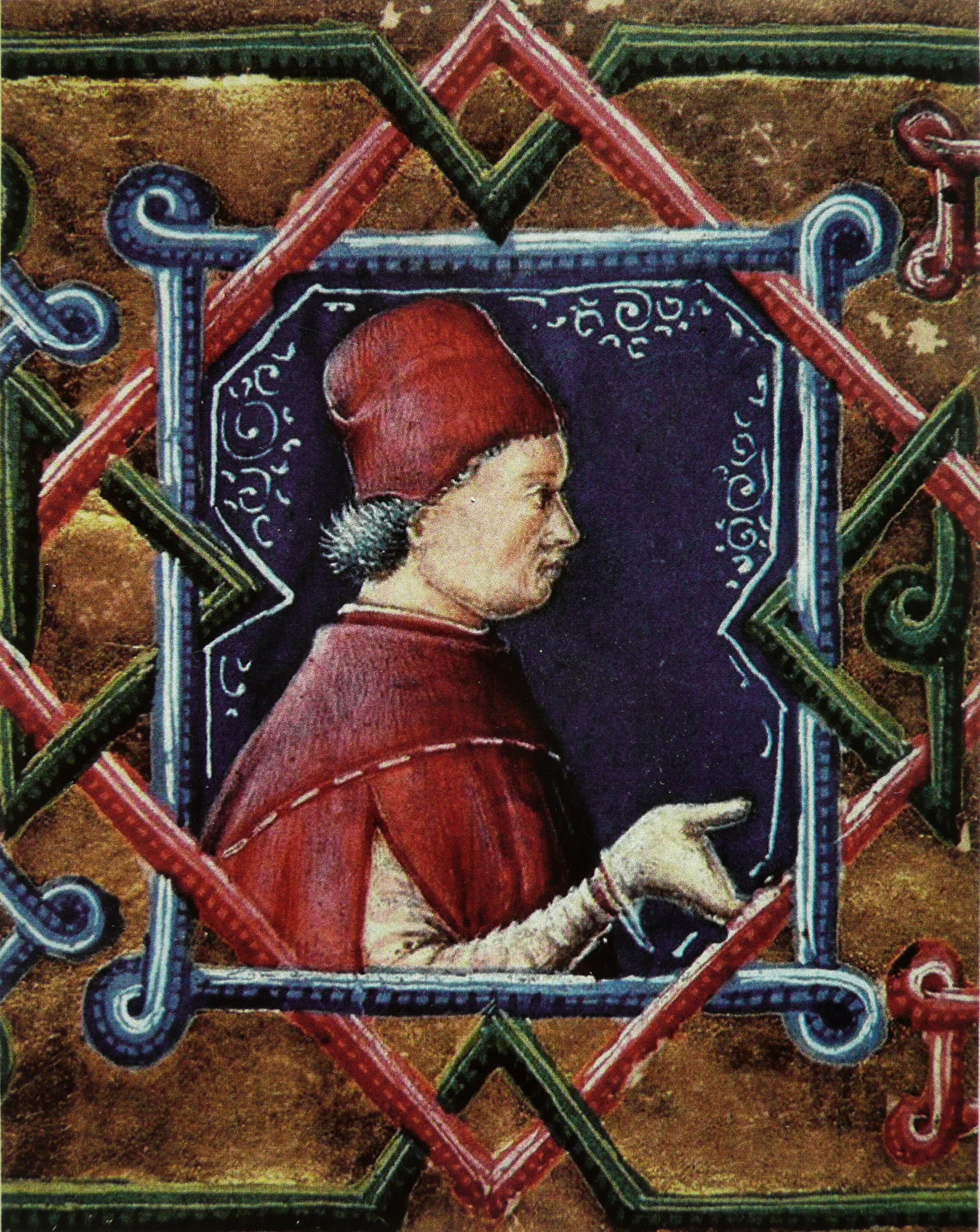
Portrait de János Vitéz. Frontispice d'un manuscrit (Plaute, Comédies)

Johann Vitez (* 1408 in Zredna Komitat Kőrös, Ungarn, heute: Kroatien; † 9. August 1472 in Esztergom, Ungarn; kroatisch Ivan Vitez od Sredne, ungarisch János Vitéz de Zredna) war ein ungarischer Humanist, ab 1445 Bischof von Großwardein (heute: Oradea, Rumänien) und ab 1465 Erzbischof von Gran (heute: Esztergom, Ungarn). Sein Vater war Dénes von der Zredna (kroatisch Dionizije od Sredne) im slawonischen Komitat Bjelovar-Križevci. Sein Neffe war Janus Pannonius.

## Leben
Johann Vitez besuchte an 1434 die Hochschule in Zagreb und später die Universität Wien. Er war zunächst als Schreiber in der Geheimkanzlei des ungarischen Königs Sigismund tätig und stieg dort zum Assessor auf. 1438 war er Kustos von Zagreb. 1440 gehörte er zu der Gesandtschaft, welche Wladyslaw I. in Krakau die Wahlkonditionen unterbreitete.
1443 wurde er Propst in Wardein (heute Oradea). Als Verwandter des Johann Hunyadi übernahm er während dessen Regentschaft die Erziehung seiner Kinder. 1445 wurde er Bischof zu Wardein. Als Kanzler des Regenten und später König Matthias Corvinus betraute man ihn mit zahlreichen diplomatischen Aufgaben. 1465 wurde er Erzbischof von Esztergom (Gran).
Im gleichen Jahr gründete er auf Geheiß von Matthias Corvinus, König von Ungarn, in Preßburg die Universitas Istropolitana. Seinen Neffen Janus Pannonius hatte er in Italien studieren lassen. Anschließend beförderte er ihn auf den Bischofsstuhl von Pécs.
1471 schloss er sich der Verschwörung gegen König Matthias an und wurde einer ihrer Anführer. Matthias verzieh ihm zunächst, ließ ihn dann aber in der Burg von Visegrád gefangen setzen und hielt ihn letztlich in Esztergom unter Hausarrest, wo er im Sommer 1472 verstarb.